# Миколайтальська волость
Миколайтальська волость — історична адміністративно-територіальна одиниця Катеринославського повіту Катеринославської губернії.
Станом на 1886 рік складалася з 9 поселень, об'єднаних 9 сільських громад. Населення — 1379 осіб (709 чоловічої статі та 670 — жіночої), 191 дворове господарство.
|                     | Площа, десятин | У тому числі орної, дес. |
| ------------------- | -------------- | ------------------------ |
| Сільських громад    | 11647          | 7386                     |
| Приватних осіб      | 2209           | 1239                     |
| Державної власності | 296            | 70                       |
| Загалом             | 14152          | 8695                     |

Найбільші поселення волості:
- Миколайталь (Новософіївка) — німецька колонія при балці Журавлева в 110 верстах від повітового міста, 97 осіб, 20 дворів, школа, лавка, у 12 верстах — цегельня.
- Блюменгоф (Борзенкове, Олександрівка) — німецька колонія при річці Солона, 70 осіб, 12 дворів, школа.
- Нейгохштет (Шишкове, Олександропіль) — німецька колонія при балці Млинова, 290 осіб, 85 дворів, школа, лавка,
- Фельзенбах (Шишківка) — німецька колонія при балці Завлук, 224 осіб, 27 дворів, школа, лавка,
- Шендорф (Борзенкове) — німецька колонія при балці Журавлева, 89 осіб, 12 дворів, школа.
- Ейгенгрунд (Мар'їн Дар, Шарапівка) — німецька колонія при річці Базавлук, 276 осіб, 34 дворів, школа.

7 (20) листопада 1917 року, відповідно до Третього Універсалу Української Центральної Ради, увійшла до складу Української Народної Республіки.  